# المسحادة (ذي السفال)

تعديل مصدري - تعديل

المسحادة محلة تابعة لقرية الرباط، التابعة لعزلة الدخال بمديرية ذي السفال إحدى مديريات محافظة إب في الجمهورية اليمنية، بلغ تعداد سكانها 261 حسب تعداد اليمن لعام 2004.